# سییا ماتسوکی
سییا ماتسوکی (انگلیسی: Seiya Matsuki؛ زادهٔ ۱۲ ژوئن ۱۹۹۴) بازیکن فوتبال اهل ژاپن است.